# ネタニア・ダヴラツ
ネタニア・ダヴラツ（Netania Davrath, 1931年8月12日 - 1987年4月11日） は、現在のウクライナ出身のソプラノ歌手。

## 生涯
当時ポーランド領だったリウネに生まれる。第二次世界大戦中はバルバロッサ作戦のために一家でバクーに移住したが、戦後はポーランド経由でイスラエルに移った。1950年に奨学金を得てイェルサレム音楽院に進学してエディト・ボロシェクに声楽を学び、イタリア留学も行った。1956年にテル・アヴィヴでデビューを果たしたが、1958年から翌年にかけてアメリカのジュリアード音楽院に留学してジェニー・トゥーレルの薫陶を受けた。1960年から翌年にかけて、ハイファ交響楽団やロンドン・フィルハーモニー管弦楽団のコンサートに出演して名を上げ、以後レナード・バーンスタイン、ジョン・バルビローリ、レオポルド・ストコフスキーやモーリス・アブラヴァネル等、著名な指揮者たちと共演した。
ヴァンガード・レーベルに少なからぬ数の録音を行っているが、ジョゼフ・カントルーブの《オーヴェルニュの歌》は、この曲集の初の全曲録音であった。